# Фонтана, Франческо (астроном)
Фонтана (Франческо Fontana, 1585 (?) — 1656 — неаполитанский юрист, известный своими работами в астрономии. Сам изготовил оптические инструменты и даже заявлял права на первенство изобретения астрономической трубы (1608) и микроскопа (1610). В 1638 г. ему удалось заметить темное пятно на диске Марса и определить период вращения этой планеты. В 1639 г. Ф. подтвердил существование фаз Меркурия, в 1643 г. — фаз Венеры. Его наблюдения изложены в книге «Novae coelestium terrestriumque rerum observationes, fortasse hactenus non vulgatae, a Fontana specills a se inventis et ad summam perfectionem perductis» (1646).

## Избранные труды
- Novae coelestium terrestriumque rerum observationes, et fortasse hactenus non vulgatae :  [лат.]. — Neapoli : apud Gaffarum, 1646.